# Clémentine Shakembo Kamanga
 (juin 2023).
Si vous disposez d'ouvrages ou d'articles de référence ou si vous connaissez des sites web de qualité traitant du thème abordé ici, merci de compléter l'article en donnant les références utiles à sa vérifiabilité et en les liant à la section « Notes et références ».
Clémentine Shakembo Kamanga, née le 25 janvier 1950 à Lusambo, est une femme diplomate de la République démocratique du Congo.

## Biographie
Clémentone Shakembo a étudié la psychologie à l'Université de Paris VIII où elle a obtenu une maîtrise. En 1975, elle a effectué un stage dans le domaine des relations internationales avec une spécialisation sur les Nations unies, à Moscou. En 1976, elle est entrée au service du ministère des Affaires étrangères, où elle a travaillé au département des relations multilatérales puis au département des organisations internationales.
De 1980 à 1984, elle a travaillé à l'ambassade du Zaïre à Washington DC En 1984, elle a suivi un cours de relations internationales à l'Institut international d'administration publique à Paris. De 1988 à 1993, elle a travaillé comme secrétaire au ministère des Affaires étrangères. De 1996 à 2000, elle a travaillé à l'ambassade de son pays à Lisbonne, au Portugal. Elle y était chargée d'affaires par intérim et a travaillé dans le domaine de l'économie et de la coopération bilatérale. Entre 2001 et 2002, elle a été consultante au ministère des Affaires étrangères. De 2002 à 2007, elle a dirigé la section Amériques, Asie et Océanie du ministère congolais des Affaires étrangères. De février à avril 2004, elle a été secrétaire générale par intérim du ministère. D'août 2007 à octobre 2008, elle a été conseillère diplomatique auprès du secrétaire d'État puis, à partir de janvier 2009, conseillère aux affaires politiques et aux relations institutionnelles au cabinet du secrétaire d'État.
Le 1er novembre 2009, elle devient ambassadrice de la République démocratique du Congo en Allemagne.
Clémentine Shakembo Kamanga est une militante féministe et est cofondatrice de l'initiative des femmes congolaises Grand Prévôt ASBL et membre honoraire du groupe environnemental Propre.
Clémentine Shakembo Kamanga est mariée et mère. Elle parle anglais, français et portugais.

## Publications
- L'apport de la femme dans le processus de développement national (contribution), t. 2, 1984, 119 p..
- Penser le pouvoir: une stratégie pour le développement, Editions universitaires africaines, 2002, 107 p. (ISBN 9782910641191).
- Moi, diplomate de la RDC : autobiographie, CreateSpace Independent Publishing Platform, 2017, 154 p. (ISBN 978-1-9795-8467-8).